# Anu Jokela

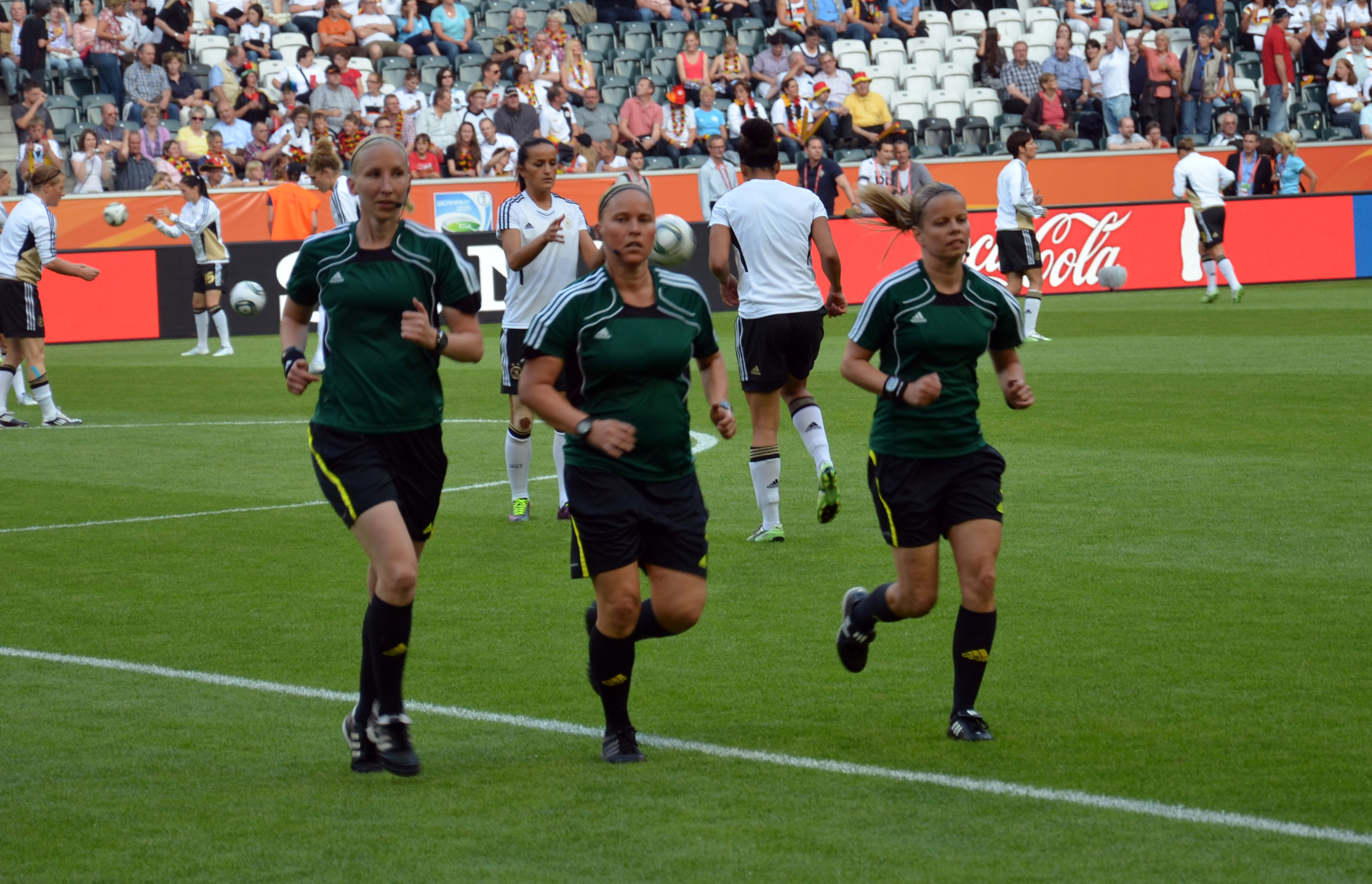
Anu Jokela (links) mit Kirsi Heikkinen (Mitte) und Tonja Paavola (rechts) bei der WM 2011

Anu Jokela (* 4. Juni 1981) ist eine ehemalige finnische Fußballschiedsrichterassistentin.
Jokela stand auf der Liste der FIFA-Schiedsrichter und leitete internationale Fußballspiele. Von 2009 bis 2014 war sie Schiedsrichterassistentin bei insgesamt 13 Spielen in der Women’s Champions League.
Jokela war unter anderem Schiedsrichterassistentin bei der Weltmeisterschaft 2011 in Deutschland, beim olympischen Fußballturnier 2012 in London und bei der U-20-Weltmeisterschaft 2014 in Kanada (jeweils als Assistentin von Kirsi Heikkinen).
Am 20. Mai 2010 leiteten Kirsi Heikkinen, Anu Jokela und Tonja Paavola das Finale der Women’s Champions League 2009/10 zwischen Olympique Lyon und dem 1. FFC Turbine Potsdam (0:0 n. V., 6:7 i. E.) in Getafe.